# Casa Sans (la Vall de Boí)
La Casa Sans és una obra de Barruera, al municipi de la Vall de Boí (Alta Ribagorça) inclosa a l'Inventari del Patrimoni Arquitectònic de Catalunya.

## Descripció
Edifici d'habitatges, singular. De tres plantes i base rectangular, és un immoble amb tipologia fora de context per ésser una construcció urbana en un medi rural.
Destaca l'ordre i modulació de les balconades amb barana de forja industrial.